# Більмацька селищна рада
Більмацька се́лищна ра́да (до 2016 року — Куйбишевська) — адміністративно-територіальна одиниця та орган місцевого самоврядування в Пологівському районі Запорізької області. Адміністративний центр — селище міського типу Кам'янка.

## Загальні відомості
Куйбишевська селищна рада утворена в 1957 році.
- Територія ради: 126,79 км²
- Населення ради: 9159 осіб (станом на 2001 рік)
- Територією ради протікає річка Кам'янка

## Населені пункти
Селищній раді підпорядковані населені пункти:
- смт Кам'янка
- с. Грузьке
- с. Дубове
- с. Трудове
- с. Червоне Озеро

## Склад ради
Рада складається з 26 депутатів (24 обрані на чергових місцевих виборах 25.10.2015) та голови.
- Голова ради:
- Секретар ради: Суржик Наталя Петрівна

### Керівний склад попередніх скликань
| Прізвище, ім'я, по батькові | Основні відомості                                                | Дата обрання | Дата звільнення |
| --------------------------- | ---------------------------------------------------------------- | ------------ | --------------- |
| Будник Павло Іванович       | Селищний голова, 1954 року народження, освіта вища, безпартійний | 26.03.2006   | 31.10.2010      |
| Будник Павло Іванович       | Селищний голова, 1954 року народження, освіта вища, безпартійний | 31.10.2010   | 25.04.2014      |

Примітка: таблиця складена за даними сайту Верховної Ради України

### Депутати
За результатами місцевих виборів 2015 року депутатами ради стали:

#### За суб'єктами висування
| Суб'єкт висування           | Кількість обраних депутатів | %     |
| --------------------------- | --------------------------- | ----- |
| Самовисування               | 14                          | 58,33 |
| Політична партія «Наш край» | 10                          | 41,67 |